# 袁见齐
袁见齐（1907年9月22日—1991年10月28日），江苏海门人，中国矿床地质学家。

## 生平
1929年毕业于中央大学地质系。1980年当选为中国科学院学部委员（院士）。曾任北京地质学院副院长，中国地质大学北京研究生部教授。从事矿床和水文工程地质工作。